# Bitka za Admin Box
Bitka za Admin Box (tudi bitka za Ngayedauk ali bitka za Sinzweyo) je bila bitka na južnem delu Burmanske fronte. S protiofenzivo, ki se je končala pri Admin Boxu so Japonci poskušali zaustaviti zavezniško ofenzivo in v ta del bojišča zvabiti čim več zavezniških sil, da bi lahko v osrednjem delu Burme pripravili obrambne položaje.

## Stanje pred bitko
Situacija v tem delu sveta je bila konec leta 1943 za zaveznike povsem neugodna. Japonci so z enotami, izurjenimi za džungelsko bojevanje že leta 1942 zasedli Burmo in od tam pregnali britanske enote. V Burmi so vzpostavili stalne letalske baze, iz katerih so napadali celo Kalkuto in tako ogrožali celotno Indijsko podcelino.
Britanci so morali zaradi tega povsem reorganizirati vojsko in jo izuriti za vojskovanje v neprehodnih tropskih džunglah. V začetku leta 1943 so Britanci izvedli prvo večjo ofenzivo v Arakanu, na jugu Burme. Ofenziva se je kmalu ustavila, Japonci pa so bočno obšli britanske enote in jih s težkimi izgubami prisilili k umiku nazaj v Indijo. To je še dodatno oslabilo moralo britanskih in indijskih enot, ki so potrebovale eno leto, da so bile ponovno pripravljene na večje vojaške operacije.

### Druga ofenziva
Druga ofenziva na Burmo je bila določena za začetek leta 1944, za njeno izvedbo pa je bila določena britanska 14. armada, točneje njen 15. korpus pod poveljstvom generalporočnika Philipa Christisona.